# جيمس غريفيث
جيمس غريفيث (بالإنجليزية: James Griffith)‏ مواليد 13 فبراير 1916 في لوس أنجلوس - الوفاة 17 سبتمبر 1993 في كاليفورنيا، مقاطعة سان لويس أوبيسبو، الولايات المتحدة، هو ممثل وكاتب سيناريو أمريكي بدأ مسيرته الفنية سنة 1948. امتدت مسيرته الفنية لأكثر من 34 عاما.

## الأعمال
- مقاطعة رينتري
- كيف غلب الغرب
- غان سموك
- بين كيسي
- باتمان
- رجل الستة ملايين دولار
- جزيرة الفنتازيا
- دالاس

## روابط خارجية
- جيمس غريفيث على موقع IMDb (الإنجليزية)
- جيمس غريفيث على موقع ألو سيني (الفرنسية)
- جيمس غريفيث على موقع ميوزك برينز (الإنجليزية)
- جيمس غريفيث على موقع أول موفي (الإنجليزية)
- جيمس غريفيث على موقع قاعدة بيانات الأفلام السويدية (السويدية)
- جيمس غريفيث على موقع قاعدة بيانات الفيلم (الإنجليزية)